# Deutsche Einband-Meisterschaft 2007/08

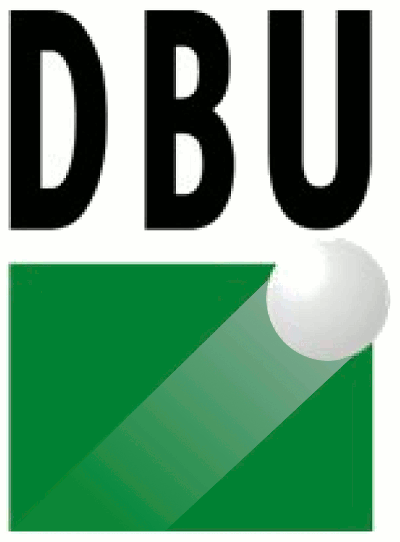
Verbandslogo: DBU

Die Deutsche Einband-Meisterschaft 2007/08 ist eine Billard-Turnierserie und fand vom 7. bis zum 8. November 2007 in Bad Wildungen zum 54. Mal statt.

## Geschichte
Einige Wochen nach Ende des Turniers wurde Axel Büscher der Titel aberkannt. Laut Dopinggesetz hatte Büscher ein für ihn lebensnotwendiges Medikament eingenommen, welches auf der Dopingliste stand. Das Medikament enthielt ein sogenanntes Maskierungsmittel für EPO-Doping. Das Mittel hatte für Büscher aber keine Vorteile gebracht, es war eher zum Nachteil, da es Blutdoping für Ausdauersportarten ist. Monate vor der Meisterschaft hatte Büscher nach ärztlicher Anweisung sein altes Medikament gewechselt, da es unzulässige Elemente enthielt. Für ihn wurde der Zweite des Turniers, Torsten Lechelt, zum Sieger erklärt. Robert Pragst und Sven Daske bekamen die Silbermedaille. Platz drei wurde nicht vergeben.
Die Ergebnisse sind aus eigenen Unterlagen.

## Modus
Gespielt wurde in zwei Vierergruppen bis 100 Punkte oder 20 Aufnahmen. Die zwei Gruppenbesten kamen danach in die K.o.-Spiele des Halbfinales. Ab hier wurde bis 100 Punkte ohne Aufnahmenbegrenzung gespielt.
Die Endplatzierung ergab sich aus folgenden Kriterien:
1. Matchpunkte (MP)
2. Generaldurchschnitt (GD)
3. Bester Einzeldurchschnitt (BED)
4. Höchstserie (HS)

## Teilnehmer (alphabetisch)
1. Markus Dömer (BF Horster-Eck), Titelverteidiger
2. Axel Büscher (Bergisch-Gladbacher BC)
3. Sven Daske (BG Hamburg)
4. Carsten Lässig (BG Coesfeld)
5. Torsten Lechelt (BC Neustadt/Rgbe.)
6. Uwe Matzszak (RW Krefeld)
7. Robert Pragst (Empor Brandenburger Tor)
8. Dieter Steinberger (BC Kempten)

### Gruppenphase
| Platz                     | Name               | MP  | Pkte. | Aufn. | GD   | BED  | HS |
| ------------------------- | ------------------ | --- | ----- | ----- | ---- | ---- | -- |
| 1                         | Sven Daske         | 6:0 | 300   | 41    | 7,32 | 8,33 | 43 |
| 2                         | Axel Büscher       | 2:4 | 260   | 47    | 5,53 | 6,66 | 51 |
| 3                         | Markus Dömer       | 2:4 | 228   | 49    | 4,65 | 4,70 | 20 |
| 4                         | Dieter Steinberger | 2:4 | 235   | 55    | 4,27 | 5,00 | 19 |
| Gruppendurchschnitt: 5,32 |                    |     |       |       |      |      |    |

| Platz                     | Name            | MP  | Pkte. | Aufn. | GD   | BED   | HS |
| ------------------------- | --------------- | --- | ----- | ----- | ---- | ----- | -- |
| 1                         | Robert Pragst   | 6:0 | 300   | 45    | 6,66 | 10,00 | 51 |
| 2                         | Torsten Lechelt | 4:2 | 264   | 38    | 6,95 | 8,33  | 29 |
| 3                         | Carsten Lässig  | 2:4 | 189   | 48    | 3,94 | 5,88  | 29 |
| 4                         | Uwe Matzszak    | 0:6 | 190   | 49    | 3,88 | –     | 31 |
| Gruppendurchschnitt: 5,23 |                 |     |       |       |      |       |    |

### Finalrunde
| 1. Halbfinale   |     |     |    |      |      |    |
| Sven Daske      | 0:2 | 50  | 21 | 2,38 | –    | 8  |
| Torsten Lechelt | 2:0 | 100 | 21 | 4,76 | 4,76 | 15 |

| 2. Halbfinale |     |     |    |      |      |    |
| Robert Pragst | 0:2 | 54  | 16 | 3,37 | –    | 17 |
| Axel Büscher  | 2:0 | 100 | 16 | 6,25 | 6,25 | 25 |

| Finale          |     |     |    |      |      |    |
| Torsten Lechelt | 0:2 | 75  | 24 | 3,12 | –    | 20 |
| Axel Büscher    | 2:0 | 100 | 24 | 4,16 | 4,16 | 16 |

## Abschlusstabelle
| MP    | Match Punkte (Sieger = 2; Unentschieden = 1; Verlierer = 0) |
| SV    | Satzverhältnis (nur bei Turnieren im Satzsystem)            |
| Pkte. | Erzielte Karambolagen                                       |
| Aufn. | benötigte Aufnahmen                                         |
| GD    | Generaldurchschnitt                                         |
| MGD   | Mannschafts-Generaldurchschnitt                             |
| BED   | Bester Einzeldurchschnitt eines Spielers                    |
| BEMD  | Bester Einzeldurchschnitt einer Mannschaft                  |
| BSD   | Bester Satzdurchschnitt eines Spielers                      |
| HS    | Höchstserie                                                 |
| WRP   | Weltranglistenpunkte                                        |

| Klassement                | Klassement | Klassement         | Klassement | Klassement | Klassement | Klassement | Klassement | Klassement | Klassement |
| Phase                     | Platz      | Name               | MP         | Pkt.       | Aufn.      | GD         | BED        | HS         |            |
| ------------------------- | ---------- | ------------------ | ---------- | ---------- | ---------- | ---------- | ---------- | ---------- | ---------- |
| Finale                    | –          | Axel Büscher       | 6:4        | 460        | 87         | 5,28       | 6,66       | 51         |            |
| Finale                    | 1          | Torsten Lechelt    | 6:4        | 439        | 83         | 5,28       | 8,33       | 29         |            |
| Halb- finale              | 2          | Robert Pragst      | 6:2        | 354        | 61         | 5,80       | 10,00      | 51         |            |
| Halb- finale              | 2          | Sven Daske         | 6:2        | 350        | 62         | 5,64       | 8,33       | 43         |            |
| Gruppen- phase            | 4          | Markus Dömer       | 2:4        | 228        | 49         | 4,65       | 4,70       | 20         |            |
| Gruppen- phase            | 5          | Carsten Lässig     | 2:4        | 189        | 48         | 3,94       | 5,88       | 29         |            |
| Gruppen- phase            | 6          | Dieter Steinberger | 2:4        | 235        | 55         | 4,27       | 5,00       | 19         |            |
| Gruppen- phase            | 7          | Uwe Matzszak       | 0:6        | 190        | 49         | 3,88       | –          | 31         |            |
| Turnierdurchschnitt: 4,94 |            |                    |            |            |            |            |            |            |            |